# Vic Anselmo

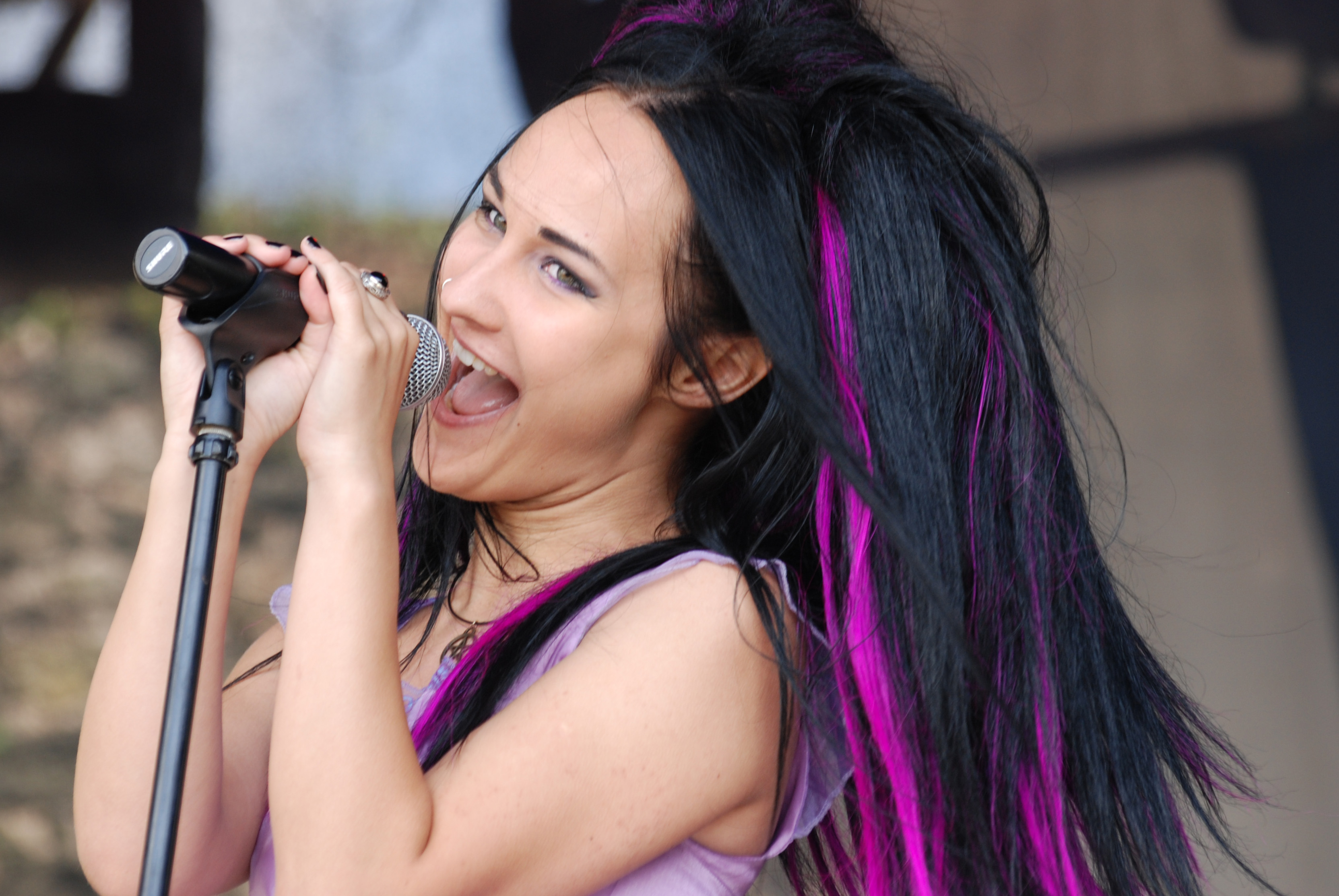
Vic Anselmo beim Castle Party 2009

Vic Anselmo (* 21. März 1985 in Riga, Lettische SSR als Viktorija Kukule) ist eine lettische Sängerin und Songschreiberin.

## Frühe Jahre
Seit ihrer Kindheit wurde sie durch viele verschiedene Musikrichtungen inspiriert. Zunächst nahmen Blues, Country und Soul, später unter anderen Rock, Grunge, Progressive Metal und Gothic Metal Einfluss auf ihre musikalische Entwicklung. Im Alter von 10 Jahren besuchte Vic Anselmo eine Musikschule, wo sie das Klavierspielen erlernte und mit dem Schreiben ihrer eigenen Songtexte begann. Sie brachte sich selbst das Gitarrenspiel bei. Mit 16 Jahren gründete Vic Anselmo ihre erste eigene Band und feierte erste Erfolge an regionalen Veranstaltungen wie dem Rockfestival Sinepes un Medus 2003 in Madona und dem Festival Liepājas dzintars 2004 in Liepāja
Im September 2006 erschien Vic Anselmos Demo-CD Beverly.

## Karriere

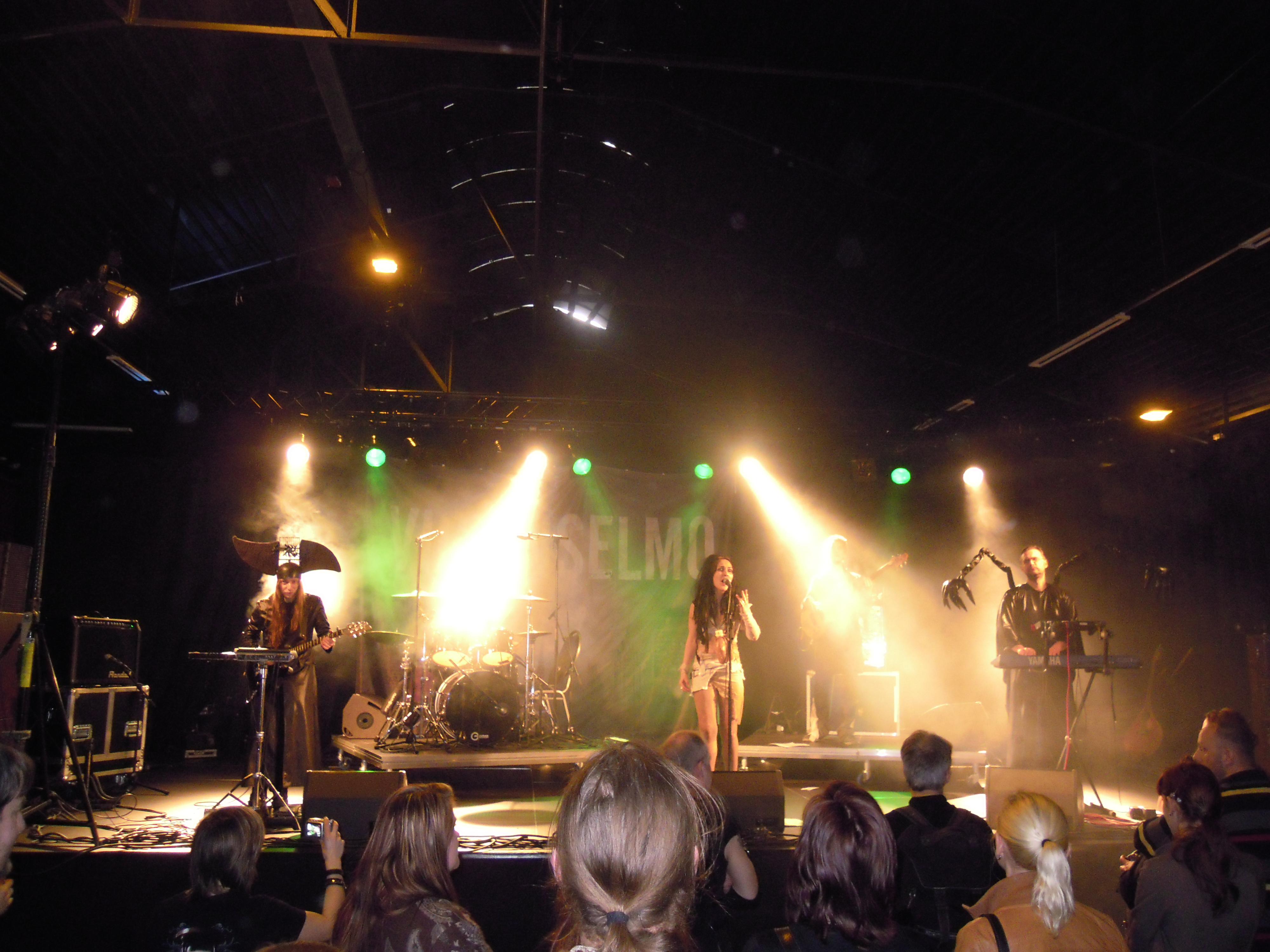
Vic Anselmo beim Gothic & Fantasy Fair 2012

Im März 2008 nahm Vic Anselmo ihr Debüt-Album Trapped in a Dream auf, welches im Oktober 2008 unter ihrem eigenen Management (Vic Anselmo Management) veröffentlicht und durch Omniamedia/Rough Trade in Europa verbreitet wurde. Später nahm sie In My Fragile auf (erschienen am 19. August 2011, Danse Macabre). 2015 erschien ihr drittes Album Who Disturbs the Water (erschienen am 2. Oktober 2015, Clandestine Music).
Vic Anselmo war Supporting Act bei einer Europa-Tournee des deutschen Elektronik Avantgarde Duo Deine Lakaien. Sie eröffnete alle 24 Shows der „Indicator tour“ in Deutschland, Österreich, der Schweiz und Luxemburg. In Antimatters Tournee „Fear of Europe“ hat sie als Gastsängerin und Pianistin teilgenommen.
Neben diesen Gastauftritten tourte sie mit ihrer eigenen Band in drei Club-Tourneen durch Europa und trat auf großen Festivals wie dem WGT 2009 (Deutschland), Castle Party 2009 (Polen), Waregem Gothic Festival 2010 (Belgien), Elf Fantasy Fair 2010 (Niederlande) und Dark Mills 2010 in London (Vereinigtes Königreich) auf. Außerdem trat Vic als Gastsängerin bei Das Ich auf dem WGT und Amphi Festival 2011 und bei Mesh auf dem M’era Luna Festival 2011 in Erscheinung.
Vic Anselmo erschien als Gastsängerin in dem Lied Adoration von ION, einem Projekt von Duncan Patterson und sang ein Duett mit Mesh in You’ll Never Understand. Des Weiteren wurde sie Mitglied bei Inner Fear, einem Projekt des Schlagzeugers von Cradle of Filth, Martin Skaroupka. Vic Anselmo machte auch Gesangsaufnahmen für die CDs Fear of a Unique Identity von Antimatter und Asen’ka von Samsas Traum.
Vic Anselmo ist ein Künstlername, den ihre Freunde Viktorija wegen ihrer Liebe zu Pantera gaben, deren Sänger Phil Anselmo heißt.